# Gonocalyx
Gonocalyx je rod rostlin z čeledi vřesovcovité. Zahrnuje 11 druhů a je rozšířen v tropické Americe od Kostariky po Kolumbii a na některých Karibských ostrovech.

## Druhy
- Gonocalyx almedae
- Gonocalyx amplexicaulis
- Gonocalyx concolor
- Gonocalyx costaricensis
- Gonocalyx lilliae
- Gonocalyx megabracteolatus
- Gonocalyx portoricensis
- Gonocalyx pterocarpus
- Gonocalyx pulcher
- Gonocalyx smilacifolius
- Gonocalyx tetrapterus